# 가유애인
《가유애인》(加油爱人)은 2014년 방송되었던 중국의 드라마이다.

## 소개
- 어린시절부터 알고 지냈던 두 남녀가 다시 만나게 되면서 일어나는 이야기

## 등장 인물
- 진효동 (Daniel Chan) - 장한닝 역
- 탕이신 - 런무옌 역
- 마오린린 - 판옌 역
- 쉬정시 - 청신 역
- 김택호 (金泽灏) - 통리웨이 역
- 손효효 (Cindy Sun) - 후인 역
- 장일용 (張一龍) - 판전동 역
- 부효나 (傅曉娜) - 쑹밍시 역
- 고굉량 (高宏亮) - 장용궈 역
- 호채홍 (胡彩虹) - 양구이화 역
- 전묘 (田淼) - 장용민 역
- 전지 (錢志) - 후샤오허 역
- 양구이메이 - 린쑤옌 역
- 천무이 - 렌이 역
- 장자목 (Annabel) - 장둬둬 역
- 왕희유 (王希维) - 왕위칭 역
- 이려 (李黎) - 강칭 역
- 주단미 (Debbie Chow) - 리리엔 역